# Michèle-Barbara Pelletier
Pour les articles homonymes, voir Pelletier.
Michèle-Barbara Pelletier est une actrice québécoise née en 1971 à Baie-Comeau (Québec).

## Carrière

### Filmographie
- 1993 : De l'amour et des restes humains (Love & Human Remains)
- 1993 : The Lotus Eaters : Anne-Marie Andrews
- 1994 : Mouvements du désir : Voix répondeur
- 1994 : Brainscan : Stacie
- 1997 : L'Amour... et après (Afterglow) d'Alan Rudolph : Isabel Marino
- 1997 : Reportage en direct (Mad City) : Max's Mother
- 1998 : La Comtesse de Bâton Rouge d'André Forcier
- 1998 : La Déroute : Bonnie
- 2000 : Café Olé
- 2001 : Papillon (court-métrage) d'Eloïse Corbeil
- 2003 : The Favourite Game : Shell
- 2003 : Twist de Jacob Tierney : Nancy
- 2003 : Nez rouge d'Érik Canuel : Céline Bourgeois
- 2006 : Trapped Ashes de Joe Dante

### Série télévisée
- 1993 : Embrasse-moi, c'est pour la vie : Simone
- 1994 : Visions criminelles (Eyes of Terror) : Rebecca Morse
- 1994 : Spring Awakening : Emily
- 1994 - 1995 : 4 et demi... :  Gabrielle Champagne dans la Saison 1
- 1996 : Chercheurs d'or : Joy
- 1997 : Ces enfants d'ailleurs : Élizabeth Pawlowski
- 1998 : L'Ombre de l'épervier : Catherine
- 1999 : P.T. Barnum : Pauline
- 2000 : L'Ombre de l'épervier II : Catherine
- 2001 : Fortier : Magali Simon
- 2001 - 2002 : Rivière-des-Jérémie : Sophie D'Amours
- 2002 : Music Hall : Joyce
- 2002 : 100 Days in the Jungle : Sabine
- 2003 : The Atwood Stories : Louise (Polarities)
- 2005 : Trudeau II: Maverick in the Making : Hélène Desbiens
- 2005 - 2012 : La Promesse : Isabelle

## Récompense et nomination
- 2009 - Nomination - Meilleure actrice dans un téléroman - Prix Gémeaux - La Promesse IV
- 2009 - Nomination - Meilleure actrice dans un téléroman - Prix Artis - La Promesse IV
- 2008 - Nomination - Meilleure actrice dans un téléroman - Prix Gémeaux - La Promesse III
- 2008 - Nomination - Meilleure actrice dans un téléroman - Prix Artis - La Promesse I-III
- 2007 - Nomination - Meilleure actrice dans un téléroman - Prix Gémeaux - La Promesse II
- 2006 - Nomination - Meilleure actrice dans une série dramatique - Geminis Awards - Trudeau 2
- 2005 - Nomination - Meilleure actrice dans un long métrage - Actra Montreal awards - The favourite game
- 2003 - Nomination - Meilleure actrice dans une série dramatique - Geminis Awards - The Atwood stories
- 2002 - Nomination - Meilleure actrice de soutien dans une série - Prix Gémeaux - Music Hall
- 2001 - Prix Gémeau, Meilleure interprétation féminine rôle de soutien : dramatique